# Famntaget
Famntaget (Câlin), est une sculpture d'une femme nue debout et située au nord du port de Smygehuk, en Suède. 

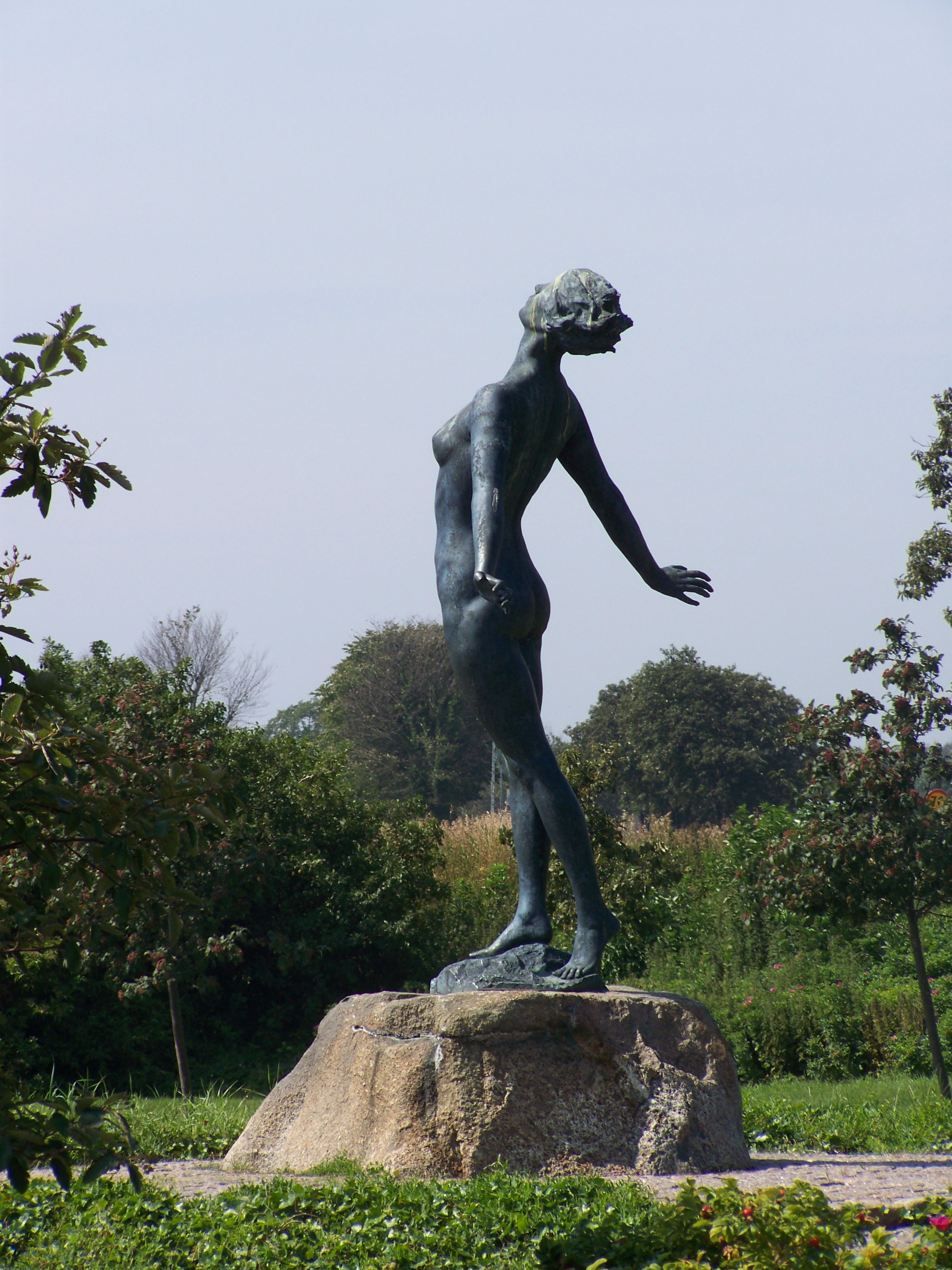
Famntaget

L'œuvre est réalisée par l'artiste Axel Ebbe et a été installée en 1930. Birgit Holmquist, la mère du mannequin Nena von Schlebrügge et la grand-mère de l'actrice Uma Thurman, a servi de modèle.